# Belogradchik (huyện)
Belogradchik là một huyện thuộc tỉnh Vidin, Bungaria. Dân số thời điểm năm 2001 là 8217 người.